# Casa Tomàs Vendrell
La Casa Tomàs Vendrell és una obra modernista de Barcelona protegida com a Bé Cultural d'Interès Local.

## Descripció
La casa Tomàs Vendrell s'ubica a la cantonada dels carrers Sants i Rei Martí, molt a prop del mercat de Sants. És un edifici entre mitgeres i consta de planta baixa, quatre pisos i terrat i un cos afegit de planta baixa i pis a l'androna que hi havia al carrer Rei Martí.
A la façana del carrer de Sants s'obren tres obertures de gran alçada a la planta baixa; la central és la porta d'accés als habitatges i les laterals a locals comercials. Les portes són d'arc pla i tenen decoració en relleu a la llinda, les impostes i els brancals. A la part superior d'aquesta planta hi ha un fris de motius vegetals que queda partit per les mènsules que aguanten la llosana del balcó corregut del primer pis. Aquest balcó té la barana de pedra amb motius calats. Tres portes donen a aquest balcó i estan decorades amb un quadrat amb una flor dins i mitges esferes a les cantonades. A la resta de plantes hi ha tres obertures per pis iguals a les del primer pis i hi ha dos balcons per planta, un corregut on donen dos de les obertures, i altre individual, però tots ells amb barana de ferro forjat. Corona la façana una gran cornisa aguantada per mènsules entre les quals s'obren respiralls decorats amb motius vegetals. Per sobre de la cornisa hi ha el mur de tancament del terrat.
La cantonada agafa forma de xamfrà i té tot el protagonisme de l'immoble. Les cantonades es resolen amb dos grans pilastres anellades amb capitells florals a la planta baixa i al segon i al quart pis. La planta baixa és similar a la de l'altre façana amb una gran porta que acull un local comercial. Al primer pis hi ha una tribuna amb barana de pedra decorada amb motius vegetals, sobre la barana reposen unes columnes que aguanten un entaulament que també està decorat amb motius vegetals. El tancament es fa mitjançant un vitrall amb decoració floral. Aquesta tribuna fa de balcó al segon pis. Als tercer i quart pis hi ha un balcó de ferro forjat. Tant les obertures dels pisos superiors com el coronament de la façana són similars als de la façana del carrer Sants.
Al carrer Rei Martí s'obren dos obertures a la planta baixa que agafen la mateixa forma que les de les altres façanes. Al primer pis hi ha un balcó corregut de pedra amb motius calats; s'obren quatre obertures, una d'elles geminada, iguals que les anteriors. A la resta de pisos es repeteixen les obertures del primer pis però aquestes donen a balcons individuals de ferro forjats; els dels extrems tenen volada i els centrals no. El coronament és igual que a la resta de l'edifici. El parament està decorat amb una sèrie de línies horitzontals que ressegueixen les tres façanes i donen unitat al conjunt.
El petit cos afegit a l'androna té tres obertures allindanades a la planta baixa. Al primer pis hi ha una barana que fa tres arcs amb barana de ferro forjat a l'intrados. L'espai que ocupa un d'aquests arcs queda obert per una terrassa però els altres dos arcs tenen continuïtat mitjançant uns pilars que aguanten arcs de mig punt donant com a resultat una forma ovalada. Per sobre d'aquests arcs hi ha un entaulament amb un fris llis on hi ha uns respiradors i, per sobre, una cornisa decorada amb dentellons. A sobre d'aquesta cornisa hi ha la barana de tancament del terrat.

## Història
L'edifici va ser projectat per Miquel Madorell l'any 1900, però l'any 1908 Josep Masdeu va dur a terme una reforma on es van augmentar tres plantes i li va donar la fesomia que té en l'actualitat. L'any 1934 s'afegeix un pis a l'androna.